# Карбонатит
Карбонатит (енгл. Carbonatite, фр. Carbonatite, рус. Карбонатит) је карбонатна стена магматског порекла, која се углавном јавља у асоцијацији са алкалним и ултрабазичним стенама.
Могу бити и дубинске и изливне стене. Од карбонатних минерала се у њима најчешће јавља калцит, а ређе доломит, сидерит и други карбонати. Обично садрже и висок садржај апатита и алкалних пироксена.